# Bitches Broken Hearts
«Bitches Broken Hearts» — пісня, записана американською співачкою Біллі Айліш. Пісню написала сама Айліш та її брат Фіннеас О'Коннелл. Спочатку вона була випущена через SoundCloud 10 листопада 2017 року. Офіційний вихід треку відбувся на всіх цифрових платформах 30 березня 2018 року. Пісня також була випущена на 7-дюймовому вінілі разом з синглом «You Should See Me in a Crown» й була включена до делюкс видання дебютного мініальбому Айліш Don't Smile at Me (2017) й до перевидання її дебютного альбому When We All Fall Asleep, Where Do We Go? (2019).
Текст композиції розповідає про наслідки розлучення. Пісня отримала переважно позитивні відгуки музичних критиків, деякі з яких високо оцінили музику та текст. Він був сертифікований платиновим у Штатах і Канаді Асоціацією звукозаписної індустрії Америки (RIAA) і Music Canada (MC).

## Запис та реліз
«Bitches Broken Hearts» була спочатку випущена через SoundCloud співачки 10 листопада 2017. Пізніше пісню було випущено на стрімінгові сервіси 30 березня 2018 року на лейблах Darkroom та Interscope Records. Трек був включений до 7-дюймового вінілу Айліш «You Should See Me in a Crown», що продавався виключно під час її туру 1 By 1 й був включений до делюкс видання дебютного мініальбому Біллі Don't Smile at Me та до перевидання її дебютного альбому When We All Fall Sleep, Where Do We Go?. 
Композиція була написана Біллі Айліш, її братом Фіннеасом О'Коннеллом та Еммітом Фенном, що зробило її першою піснею співачки, що була спродюсована не лише Фіннеасом.

## Музика і текст
Критики описували «Bitches Broken Hearts» як R&B трек. За нотами, опублікованими в Musicnotes, трек має помірно швидкий темп 120 ударів на хвилину та написаний в тональності Ля мінор. Вокал Біллі охоплює одну октаву від G3 до G4. Лірично пісня описує в наслідки розлучення.

## Живі виступи
У липні 2018 року Айліш виконала «Bitches Broken Hearts» для Vevo Lift. Відео виступу було опубліковано на YouTube 30 липня 2018 року, режисером виступив Раян Бут, що відомий своїм документальним серіалом про Пенні Гардевей «Важчий шлях».

## Учасники запису
Дані взяті з написів на платівці You Should See Me in a Crown / Bitches Broken Hearts.
- Біллі Айліш — авторка пісні, вокал.
- Фіннеас О'Коннелл — продюсер, автор пісні, гітара, синтезатор, аранжування.
- Еміт Фенн — продюсер, автор пісні, мікс, мастеринг, барабани, піаніно, синтезатор, вокал.